# Hans-Christian Freiesleben
Hans-Christian Freiesleben (* 14. August 1903 in Leipzig; † 14. November 1985 in Stuttgart) war ein deutscher Geophysiker, Nautiker und Astronom. Er galt als Experte für wissenschaftliche Probleme der Navigation und die Geschichte der Navigation.

## Leben
Freiesleben war ein Enkel des Senatspräsidenten am Reichsgericht Georg Freiesleben. Seine Eltern waren der spätere Senatspräsident am Reichsgericht Hans Freiesleben (1871–1945) und dessen Gattin Thekla Emilia Helene geb. Berger. Er besuchte ab 1913 das Königin-Carola-Gymnasium seiner Vaterstadt, das er 1922 mit dem Reifezeugnis verließ. Er studierte zunächst an der Ruprecht-Karls-Universität Heidelberg bei Max Wolf und vom Sommersemester 1923 bis 1926 an der Universität Leipzig Astronomie, Mathematik, Physik und Philosophie. Er bestand 1926 in Leipzig die Staatsprüfung für das höhere Lehramt und wurde im selben Jahr promoviert. Von Januar bis März 1927 war er außerplanmäßiger Assistent an der Universitätssternwarte in Frankfurt am Main.
1928 war er als Stipendiat der Notgemeinschaft der deutschen Wissenschaft Teilnehmer einer Expedition der Sternwarten Potsdam und Bonn nach La Paz. Nach einer Tätigkeit als wissenschaftlicher Assistent an der Sternwarte Bergedorf begann er 1930 mit seinen Forschungsarbeiten zur nautischen Astronomie und den Methoden der Navigation an der Deutschen Seewarte. Ab 1936 war er Leiter des Sachgebiets Nautische Astronomie. Im Juni 1939 wurde er als Leiter des Referats Navigationsmethoden und Astronomie innerhalb der Nautischen Abteilung zur Mitarbeit beim Oberkommando der Marine verpflichtet. Von 1945 bis zum Eintritt in den Ruhestand 1968 war Freiesleben Leiter des Referates Navigation am Deutschen Hydrographischen Institut. Zudem war er Herausgeber des Nautischen Jahrbuches und Schriftleiter der nautischen Zeitschrift Der Seewart. Als Experte für nautische Navigation war er Mitarbeiter in nationalen und internationalen Gremien. Er war Ehrenmitglied des Royal Institute of Navigation, des amerikanischen Institute of Navigation und der Deutschen Gesellschaft für Ortung und Navigation.
Nach seinem Eintritt in den Ruhestand war er als Berater der deutschen Wirtschaft und Vorsitzender des Wissenschaftlichen Beirats der Deutschen Gesellschaft für Ortung und Navigation aktiv. Beachtlich war sein soziales und ehrenamtliches Engagement. So war Freiesleben unter anderem in Hamburg Mitglied der Synode der Evangelischen Kirche sowie Vorstandsmitglied der Stiftung St. Gertrud Gemeindepflege. In dieser Funktion war er maßgeblich am Bau eines Altenheimes beteiligt. Weiterhin war er Mitglied der Hamburger Freimaurerloge Absalom zu den drei Nesseln.

## Ehrungen
- Bundesverdienstkreuz am Bande (16. Juli 1974)[3]
- Oskar-von-Miller-Plakette des Deutschen Museums

## Veröffentlichungen (Auswahl)
- Galileo Galilei – Physik und Glaube an der Wende zur Neuzeit. Stuttgart 1956.
- Was ist die Zeit? Betrachtungen eines Naturwissenschaftlers zu Ethik und Religion. Berlin 1981.
- als Hrsg.: Der katalanische Weltatlas vom Jahre 1375. Mit einer Einführung und Übersetzung von Hans-Christian Freiesleben. Stuttgart 1977 (= Quellen und Forschungen zur Geschichte der Geographie und der Reisen. Band 11).
- Geschichte der Navigation. Wiesbaden 1976.
- Kepler als Forscher. Darmstadt 1970.
- Psychologisch-physiologische Probleme der Radarbeobachtung auf Handelsschiffen. Köln/Opladen 1966.
- Der Prozess gegen Galilei (= Veröffentlichungen der Gesellschaft Hamburger Juristen. Heft 6). Hamburg 1966.
- Versuche mit Funk- und anderen Navigationseinrichtungen auf verschiedenen Schiffen. Köln/Opladen 1963.
- Trügen die Sterne? Werden und Wesen der Astrologie. Kreuz-Verlag, Stuttgart 1963.
- Max Wolf. Der Bahnbrecher der Himmelsphotographie, 1863–1932. Stuttgart 1962.
- Vergleich von Funkortungsverfahren an Bord von Seeschiffen. Köln/Opladen 1958.
- Navigation. Unter Mitarbeit von R. Höpfner und G. Roediger. Hamburg/Lübeck 1957.
- mit Guntram Prüfer: Kimmtiefenbeobachtungen 1933–1938 und ihr Zusammenhang mit dem thermischen Aufbau der untersten Schichten der Atmosphäre über dem Wasser. Berlin 1952.
- Goethe als Freimaurer. Seine Bedeutung für die Königliche Kunst (= Ziegeldecker-Reihe. Band 3). Akazien-Verlag, Hamburg 1949.
- Beiträge zum Problem der astronomischen Aberration. Dissertation Weida 1926.